# Озодакна вишнёвая
Озодакна вишнёвая (лат. Orsodacne humeralis)  — вид жуков рода Orsodacne из семейства Orsodacnidae. Палеарктика.

## Распространение
Западная Палеарктика: Европа, Северная Африка, Западная Азия. Это широко распространенный, но в целом очень локальный и редкий вид на всей территории Южной и Центральной Европы от Испании до Балканского полуострова, Малой Азии и Ирана на юге и от Франции до западных частей России на севере, доходит до Великобритании, но отсутствует из северных стран Балтии, известен также из Марокко и различных островов Средиземноморья. В Великобритании он очень локален на юго-востоке Англии и в Уэст-Мидлендсе, и считается, что за последние десятилетия он уменьшился, хотя, как показывает наш местный опыт, он может быть обычным явлением там, где он встречается.
Северная Европа: Великобритания; Южная Европа: Испания, Португалия, Франция, Италия; Западная Европа: Швейцария, Германия, Австрия; Балканы: Хорватия, Босния и Герцеговина, Черногория, Сербия, Болгария, Македония, Греция; Восточная Европа: Чехия, Словакия, Словения, Польша, Венгрия, Украина, Молдавия, Румыния; юг европейской части России; Кавказ: Грузия, Азербайджан.
Малая Азия: Турция, Ливан, Израиль, Ирак, Иран, Сирия, Афганистан.

## Описание
Мелкие жуки, длина тела около 5 мм (от 4 до 7 мм). Цвет варьируется от полностью чёрного или темно-синего до бледно-желтого, экземпляры могут быть сильно бледными с темной головой и/или переднеспинкой, а также могут иметь бледные надкрылья с затемнённой шовной областью. Голова гипогнатная с выступающими выпуклыми глазами и короткими сходящимися висками, поверхность плоская, мелко пунктированная и без вдавлений между глазами, усики приставлены латерально над основанием мандибул, 11-члениковые, слабопильчатые. Переднеспинка наиболее широкая перед серединой и сужена до прямого края основания, передний край плавно закруглен, боковой край не окаймлен, поверхность умеренно сильно, но не густо пунктирована на всем протяжении, без скульптуры. Надкрылья длинные и почти параллельносторонние, с округлыми плечами и непрерывным вершинным краем, без бороздок, но беспорядочно пунктированы на всем протяжении, причем пунктировка примерно такая же сильная, как на переднеспинке, но несколько гуще. Ноги длинные и крепкие, бёдра без вентральных зубцов, голени расширены к укороченным вершинным краям, все с двумя тонкими вершинными шпорами. Лапки псевдочетырехчленные, небольшой четвертый членик частично скрыт широкими лопастями третьего, коготки гладкие, у основания зубчатые.
Тело покрыто густыми полустоячими щетинками. Усики и щупики буроватые. Голова за глазами суженная. Верхняя губа свободная, мелко пунктированная. Наличник поперечный, пунктированный. Глаза большие, округлые, выпуклые, мелкофацетированные. Лоб широкий, вдавленный, густо пунктированный. Виски короткие. Усики прикреплены перед глазами, нитевидные и длинные, заходят за плечи. Антенномер 1 в 1,5 раза длиннее своей ширины. Антенномеры 2—10 длинноконические. Антенномеры 2 и 3 одинаковой длины. Переднеспинка немного длиннее ширины на вершине, в 0,9 раза длиннее ширины посередине, примерно в 1,1 раза длиннее ширины в основании. Бока слабо дуговидные в вершинной и средней трети, перед серединой вогнутые. Диск густо пунктирован, расстояния между точками почти равны или превышают их диаметры. Щиток полуовальный, его длина примерно в 0,8 раза больше ширины. Надкрылья субпараллельносторонние, густо пунктированные, их длина в основании в 2,2 раза больше ширины, посередине примерно в 1,9 раза больше ширины, в вершинной четверти в 2,3 раза больше ширины, переднеспинка примерно в 2,8 раза длиннее.
Имаго встречаются с марта по июнь, достигая пика численности в конце мая и начале июня, они могут быть найдены на различных деревьях и кустарниках, включая березу (Betula pendula) и боярышник (Crataegus monogyna), и локально на осине (Populus tremula). Они также были зарегистрированы на недавно срезанных ветвях кипариса, взрослые особи не питаются листвой, но они полностью крылаты и посещают ряд цветов, чтобы потреблять пыльцу и нектар, большинство находок связано с цветками боярышника, но они были зарегистрированы с ряда цветущих деревьев, а также на клевере (Trifolium), различных видах бодяка и чертополоха (Cirsium и Carduus) и зонтичных. Мало что известно об истории жизни, но пары для спаривания можно найти на цветках в течение всего сезона, а яйца откладываются на листьях или внутри верхушечных побегов на мёртвых ветках дуба в искусственных условиях. Место кормления личинок неизвестно, но считается, что они зимуют, возможно, в дубовых почках, после долгого летнего отдыха, поскольку первые возрастные стадии были зарегистрированы ранней весной, они окукливаются позже весной, а взрослые особи появляются в марте. Взрослых особей можно сбить с листвы и цветов, но их легко заметить на цветах, а пары для спаривания, как правило, остаются на месте в течение длительного времени, поэтому их легко найти.

## Систематика
Вид был впервые описан в 1804 году французским энтомологом Пьером Латрейем. Также известен под своими синонимичными именами Crioceris lineola Panzer, 1795 и Orsodacne lineola (Panzer, 1795)От O. mesopotamicus отличается часто пунктированными надкрыльями, покрытыми густыми полустоячими щетинками, и строением эндофаллуса.